# OpenThinClient
El openThinClient es una solución de cliente ligero de fuente abierta. Incluye un software de gerencia y un componente de servidor basados en Java. El software puede ser descargado desde Internet, libre de cargo, y está licenciado bajo la Licencia Pública General de GNU (GNU-GPL). openThinClient está siendo desarrollado para administrar un número de mediano a grande de clientes ligeros.

## Principales características
- Centralizado en el servidor, reduce el trabajo administrativo a un mínimo. Solo necesita un NIC que soporte PXE, no necesita ningún almacenamiento masivo local como Flash o disco duro.
- Guarda todos los archivos config en la base de datos LDAP que está integrada en el servidor de openThinClient o en un MS ADS.
- Escrito en Java, que permite al software correr en muchas plataformas diferentes.
- Es de fuente abierta.

## Sistema operativo openThinClient
El openThinClient OS está basado en una distribución Linux Ubuntu que ha sido optimizada para dispositivos sin discos duros. El arranque y la configuración se basan en los protocolos como LDAP, DHCP, PXE, TFTP, NFS.

## GUI de gerencia
openThinClient proporciona un GUI basado Java que permite a los administradores manejar todos los aspectos de los clientes ligeros en su red. Encima de esto, hace posible la integración de LDAP o de MS ADS. openThinClient difiere de otras soluciones de cliente ligero en los siguientes puntos:
- Protocolos basados en estándares y tecnologías de la industria.
- Se integra sin problemas en soluciones existentes de administración de sistemas como LDAP y MS ADS.
- Poderosa GUI de gerencia que soporta muchos diferentes clientes ligeros.
- No necesita ningún hardware especializado de cliente ligero.
- Existen diferentes aplicaciones típicas de cliente ligero en paquetes prehechos como ICA-Client y RDP-Client.